# Sencenac-Puy-de-Fourches

Sencenac-Puy-de-Fourches este o comună în departamentul Dordogne din sud-vestul Franței. În 2009 avea o populație de 220 de locuitori.

## Evoluția populației
| An        | 1975 | 1982 | 1990 | 1999 | 2006 | 2009 |
| --------- | ---- | ---- | ---- | ---- | ---- | ---- |
| Populație | 191  | 176  | 180  | 193  | 199  | 220  |